# Système de classification des industries de l'Amérique du Nord
Le Système de classification des industries de l'Amérique du Nord (SCIAN), en espagnol, Sistema de Clasificación Industrial de América del Norte (SCIAN), et en anglais, North American Industry Classification System (NAICS) est une nomenclature statistique des activités économiques pour l'Amérique du Nord. 

Elle est l'équivalent, en Amérique du Nord, de la Nomenclature des activités françaises (code NAF) en France et de la Nomenclature statistique des activités économiques (code NACE) dans la Communauté européenne.
La NAICS, lancé en 1997, est le résultat d'une collaboration entre le Canada, les États-Unis et le Mexique. C'est un système à six chiffres, qui remplace la Standard Industrial Classification (SIC) qui datait des années 1930 et ne concernait que les États-Unis.